# Fundació Deixalles
Fundació Deixalles és una institució fundada a Palma el 1987 per Acció Social de Càritas Diocesana i per la Federació de la Petita i Mitjana Empresa de Mallorca (PIMEM) amb el patrocini del seu president Demetrio Jorge Peña Collado, amb l'objectiu de dignificar les condicions i els recursos bàsics de persones desfavorides, això és: possibilitar habitatge, feina, vestit i menjar. El 2001 va rebre el Premi Ramon Llull.
La forma de treballar de la Fundació, que assumeix els principis de l'Economia Solidària, consisteix a intentar assolir la inserció sociolaboral dels beneficiaris tot realitzant activitats relacionades, majoritàriament, amb els residus i el medi ambient. Així, s'aconsegueix una doble funció: social i mediambiental (bàsicament recuperar els residus sòlids urbans).
Els tallers on els beneficiaris de Deixalles fan la seva feina:
- Taller de Fusteria: restauració de mobles i recuperació de fusta vella per a mobles nous.
- Taller d'electrodomèstics: reparació d'electrodomèstics i desballestament dels que no es poden reparar per reciclar-los.
- Selecció de roba: selecció de roba segons la seva qualitat.
- Selecció i premsat de paper. Selecció de llaunes: separar llaunes d'alumini de les fèrriques.
- Selecció d'ampolles: selecció de les ampolles senceres que poden ser reutilitzades.
- Recollida selectiva: des del 1994, Deixalles és la responsable de la recollida selectiva amb fins de reciclatge de tots els Parcs Verds dels pobles de Mallorca, mitjançant un conveni entre Deixalles, el Consell de Mallorca i els ajuntaments.
- Gabinet d'inserció sociolaboral: projecte inclòs en la iniciativa europea "Empleo Horizon", cofinançat pel Fons Social Europeu, el Govern de les Illes Balears i l'Ajuntament de Palma.

Tots els objectes recuperats es posen a la venda a la nau que fa de botiga a canvi d'una donació mínima. Amb això s'aconsegueix cobrir una part dels diners que es necessita per a pagar els sous als beneficiaris de la Fundació.